# ナベソコ
ナベソコは、岡山県阿哲郡熊谷村（現・新見市）に伝わる憑きもの筋。
ナベソコの家筋では、ナベソコ狸（ナベソコタヌキ）という動物を飼っているとされる。実際にナベソコ狸を見たという人の話によると、名前はタヌキだが一般のタヌキとは異なり、イタチより少し大きな動物だという。
一般的な憑きもの筋と同様、このナベソコ狸を飼っていると裕福になるとされているため、ナベソコは金持ちの家に多いといわれている。こうした家では、正月になると家の主が裃を身につけてナベソコ狸を迎えるのだという。
同じく岡山の美作地方にはトマッコ狸（トマッコダヌキ）という、人家に富をもたらす憑き物があり、これも一般のタヌキと異なり体長5寸、胴が黒く、尾が茶色で、額に白い斑点があるなどといわれるが、ナベソコ狸はこのトマッコ狸の変種との説もある。